# Praeter legem
En latin juridique, l'expression praeter legem (« en dehors de la loi » ou « à part de la loi ») « fait référence à un élément qui n'est pas réglementé par la loi et n'est donc pas illégal». Elle se distingue ainsi de l'expression contra legem, qui fait référence à quelque chose qui est directement contraire à la loi et donc illégal, ou en conflit avec des lois ou autres réglementations écrites sans être illégale ou invalide, et peut également être comparée à intra legem, « dans le cadre de la loi » (juridique). Il arrive aussi que la loi soit involontairement lacunaire — qu’elle ait omis de prévoir une situation — auquel cas, une coutume praeter legem peut naître afin de remplacer la loi défaillante.
Les articles généralement étiquetés praeter legem incluent certaines coutumes.